# Budd Rail Diesel Car
A Budd Rail Diesel Car a Budd Company által gyártott dízel motorkocsi. Az USA-ban közlekedtek. 1949 és 1962 között összesen 398 db készült belőle.

## Változatok
A Budd az RDC-t öt változatban gyártotta:
- Az RDC-1 – egy 26 m hosszú motorkocsi, 90 ülőhellyel,
- Az RDC-2 – egy 26 m hosszú motorkocsi poggyásztérrel és 70 ülőhellyel,
- Az RDC-3 – egy motorkocsi Railway Post Office-szal, poggyászrekesszel rendelkező, 26 m hosszú változat 49 ülőhellyel. Nem mindegyikben volt R.P.O,
- Az RDC-4 – egy csak Railway Post Office-szal rendelkező 22 m hosszú változat poggyászrésszel. Néhány teljesen poggyász/expressz volt, néhányat megváltoztattak, hogy néhány utast is szállítsanak,
- Az RDC-9 (ismert még mint RDC-5) – egy 26 m hosszú motorkocsi, 94 ülőhellyel, egy motorral, vezetőállás nélkül.

A RDC-1-et hajtotta két, 6 hengeres, 205 kW-os Detroit dízel motor.

## Eredeti üzemeltetők
| Vasúttársaság                                            | Modell       | Darabszám | Pályaszám                                 |
| -------------------------------------------------------- | ------------ | --------- | ----------------------------------------- |
| Arabian American Oil Company / Saudi Government Railroad | RDC-2        | 4         |                                           |
| Atchison, Topeka and Santa Fe Railway                    | RDC-1        | 2         | DC-191, DC-192                            |
| Baltimore and Ohio Railroad                              | RDC-1        | 12        | 1900–1911                                 |
| Baltimore and Ohio Railroad                              | RDC-2        | 4         | 1950–1951, 1960–1961                      |
| Boston and Maine Railroad                                | RDC-1        | 57        | 6100–6156                                 |
| Boston and Maine Railroad                                | RDC-2        | 15        | 6200–6214                                 |
| Boston and Maine Railroad                                | RDC-3        | 7         | 6300–6306                                 |
| Boston and Maine Railroad                                | RDC-9        | 30        | 6900–6929                                 |
| Budd (prototípus)                                        | RDC-1        | 1         | 2960                                      |
| Canadian National Railway                                | RDC-1        | 9         | D-200, D-201, D-102 – D-108               |
| Canadian National Railway                                | RDC-2        | 6         | D-250, D-201 – D-205                      |
| Canadian National Railway                                | RDC-3        | 7         | D-101, D-102, D-301 – D-303, D-351, D-352 |
| Canadian National Railway                                | RDC-4        | 6         | D-150, D-151, D-401, D-402, D-451, D-452  |
| Canadian Pacific Railway                                 | RDC-3        | 5         | 9020–9024                                 |
| Canadian Pacific Railway                                 | RDC-1        | 23        | 9050–9072                                 |
| Canadian Pacific Railway                                 | RDC-2        | 22        | 9100–9115, 9194–9199                      |
| Canadian Pacific Railway                                 | RDC-4        | 3         | 9200, 9250–9251                           |
| Central Railroad of New Jersey                           | RDC-1        | 7         | 551–557                                   |
| Chicago and Eastern Illinois Railroad                    | RDC-1        | 1         | 1                                         |
| Chicago and North Western Railway                        | RDC-1        | 2         | 9933–9934                                 |
| Chicago and North Western Railway                        | RDC-2        | 1         | 9935                                      |
| Chicago, Rock Island and Pacific Railroad                | RDC-3        | 5         | 9000–9004                                 |
| Commonwealth Railways (Ausztrália)                       | RDC-1        | 3         | CB-1 – CB-3                               |
| Consolidated Railways of Cuba                            | RDC-1, RDC-2 | 16        |                                           |
| Duluth, Missabe and Iron Range Railway                   | RDC-3        | 1         | 1                                         |
| Duluth, South Shore and Atlantic Railway                 | RDC-1        | 1         | 500                                       |
| Great Northern Railway                                   | RDC-3        | 1         | 2350                                      |
| Lehigh Valley Railroad                                   | RDC-1        | 1         | 40                                        |
| Lehigh Valley Railroad                                   | RDC-2        | 1         | 41                                        |
| Long Island Rail Road                                    | RDC-1        | 1         | 3101                                      |
| Long Island Rail Road                                    | RDC-2        | 1         | 3121                                      |
| Minneapolis and St. Louis Railway                        | RDC-4        | 2         | 32–33                                     |
| Missouri-Kansas-Texas Railroad                           | RDC-3        | 1         | 20                                        |
| New York Central Railroad                                | RDC-1        | 16        | M-450 – M-465                             |
| New York Central Railroad                                | RDC-2        | 1         | M-480                                     |
| New York Central Railroad                                | RDC-3        | 3         | M-497 – M-499                             |
| New York, New Haven and Hartford Railroad                | RDC-1        | 29        | 20–48                                     |
| New York, New Haven and Hartford Railroad                | RDC-2        | 2         | 120–121                                   |
| New York, New Haven and Hartford Railroad                | RDC-3        | 6         | 125–130                                   |
| New York, New Haven and Hartford Railroad                | RDC-4        | 3         | 135–137                                   |
| New York, New Haven and Hartford Railroad                | RDC-A        | 2         | 140–141                                   |
| New York, New Haven and Hartford Railroad                | RDC-B        | 4         | 160–163                                   |
| New York, Susquehanna and Western Railway                | RDC-1        | 4         | M-1 – M-4                                 |
| Northern Pacific Railway                                 | RDC-2        | 1         | B-30                                      |
| Northern Pacific Railway                                 | RDC-3        | 2         | B-40, B-41                                |
| Pacific Great Eastern Railway                            | RDC-1        | 3         | BC-10 – BC-12                             |
| Pacific Great Eastern Railway                            | RDC-3        | 4         | BC-30 – BC-33                             |
| Pennsylvania-Reading Seashore Lines                      | RDC-1        | 12        | M-402 – M-413                             |
| Reading Company                                          | RDC-1        | 12        | 9151–9162                                 |
| RFFSA (Brazil)                                           | RDC-1, RDC-2 | 29        |                                           |
| Southern Pacific Railroad                                | RDC-1        | 1         | 10                                        |
| Western Pacific Railroad                                 | RDC-2        | 2         | 375–376                                   |
| Western Railroad of Cuba                                 | RDC-1, RDC-3 | 10        |                                           |